# Zúbovo
Zúbovo (en rus: Зубово) és un poble de l'óblast de Vladímir, a Rússia, segons el cens del 2010 tenia 3 habitants. Pertany al districte municipal de Sóbinka.